# Gran Premi d'Hongria del 2012
El Gran Premi d'Hongria de Fórmula 1 de la temporada 2012 es disputà al Circuit d'Hungaroring, del 27 al 29 de juliol del 2012.

## Resultats de la qualificació
| Pos                      | No | Pilot              | Constructor           | Part 1   | Part 2   | Part 3   | Sortida |
| ------------------------ | -- | ------------------ | --------------------- | -------- | -------- | -------- | ------- |
| 1                        | 4  | Lewis Hamilton     | McLaren-Mercedes      | 1:21.794 | 1:21.060 | 1:20.953 | 1       |
| 2                        | 10 | Romain Grosjean    | Lotus F1 Team-Renault | 1:22.755 | 1:21.657 | 1:21.366 | 2       |
| 3                        | 1  | Sebastian Vettel   | Red Bull-Renault      | 1:22.948 | 1:21.407 | 1:21.416 | 3       |
| 4                        | 3  | Jenson Button      | McLaren-Mercedes      | 1:22.028 | 1:21.618 | 1:21.583 | 4       |
| 5                        | 9  | Kimi Räikkönen     | Lotus F1 Team-Renault | 1:22.234 | 1:21.583 | 1:21.730 | 5       |
| 6                        | 5  | Fernando Alonso    | Ferrari               | 1:22.095 | 1:21.598 | 1:21.844 | 6       |
| 7                        | 6  | Felipe Massa       | Ferrari               | 1:22.203 | 1:21.534 | 1:21.900 | 7       |
| 8                        | 18 | Pastor Maldonado   | Williams-Renault      | 1:22.475 | 1:21.504 | 1:21.939 | 8       |
| 9                        | 19 | Bruno Senna        | Williams-Renault      | 1:22.271 | 1:21.697 | 1:22.343 | 9       |
| 10                       | 12 | Nico Hülkenberg    | Force India-Mercedes  | 1:22.176 | 1:21.653 | 1:22.847 | 10      |
| 11                       | 2  | Mark Webber        | Red Bull-Renault      | 1:22.829 | 1:21.715 |          | 11      |
| 12                       | 11 | Paul di Resta      | Force India-Mercedes  | 1:21.912 | 1:21.813 |          | 12      |
| 13                       | 8  | Nico Rosberg       | Mercedes GP           | 1:22.079 | 1:21.895 |          | 13      |
| 14                       | 15 | Sergio Pérez       | Sauber-Ferrari        | 1:22.110 | 1:21.895 |          | 14      |
| 15                       | 14 | Kamui Kobayashi    | Sauber-Ferrari        | 1:22.801 | 1:22.300 |          | 15      |
| 16                       | 17 | Jean-Éric Vergne   | Toro Rosso-Ferrari    | 1:22.799 | 1:22.380 |          | 16      |
| 17                       | 7  | Michael Schumacher | Mercedes GP           | 1:22.436 | 1:22.723 |          | 17      |
| 18                       | 16 | Daniel Ricciardo   | Toro Rosso-Ferrari    | 1:23.250 |          |          | 18      |
| 19                       | 20 | Heikki Kovalainen  | Caterham-Renault      | 1:23.576 |          |          | 19      |
| 20                       | 21 | Vitali Petrov      | Caterham-Renault      | 1:24.167 |          |          | 20      |
| 21                       | 25 | Charles Pic        | Marussia-Cosworth     | 1:25.244 |          |          | 21      |
| 22                       | 24 | Timo Glock         | Marussia-Cosworth     | 1:25.476 |          |          | 22      |
| 23                       | 22 | Pedro de la Rosa   | HRT-Cosworth          | 1:25.916 |          |          | 23      |
| 24                       | 23 | Narain Karthikeyan | HRT-Cosworth          | 1:26.178 |          |          | 24      |
| Regla del 107%: 1:27.519 |    |                    |                       |          |          |          |         |
| Font:                    |    |                    |                       |          |          |          |         |

## Resultats de la Cursa
| Pos   | No | Pilot              | Constructor           | Voltes | Temps / Retirada   | Pos.Sortida | Punts |
| ----- | -- | ------------------ | --------------------- | ------ | ------------------ | ----------- | ----- |
| 1     | 4  | Lewis Hamilton     | McLaren-Mercedes      | 69     | 1h 41' 05. 503     | 1           | 25    |
| 2     | 9  | Kimi Räikkönen     | Lotus F1 Team-Renault | 69     | + 1.032 s          | 5           | 18    |
| 3     | 10 | Romain Grosjean    | Lotus F1 Team-Renault | 69     | + 10.518 s         | 2           | 15    |
| 4     | 1  | Sebastian Vettel   | Red Bull-Renault      | 69     | + 11.614 s         | 3           | 12    |
| 5     | 5  | Fernando Alonso    | Ferrari               | 69     | + 26.653 s         | 6           | 10    |
| 6     | 3  | Jenson Button      | McLaren-Mercedes      | 69     | + 30.243 s         | 4           | 8     |
| 7     | 19 | Bruno Senna        | Williams-Renault      | 69     | + 33.899 s         | 9           | 6     |
| 8     | 2  | Mark Webber        | Red Bull-Renault      | 69     | + 34.458 s         | 11          | 4     |
| 9     | 6  | Felipe Massa       | Ferrari               | 69     | + 38.350 s         | 7           | 2     |
| 10    | 8  | Nico Rosberg       | Mercedes GP           | 69     | + 51.234 s         | 13          | 1     |
| 11    | 12 | Nico Hülkenberg    | Force India-Mercedes  | 69     | + 57.283 s         | 10          |       |
| 12    | 11 | Paul di Resta      | Force India-Mercedes  | 69     | + 1' 02.887 min.   | 12          |       |
| 13    | 18 | Pastor Maldonado   | Williams-Renault      | 69     | + 1' 03.606 min.   | 8           |       |
| 14    | 15 | Sergio Pérez       | Sauber-Ferrari        | 69     | + 1' 04.494 min.   | 14          |       |
| 15    | 16 | Daniel Ricciardo   | Toro Rosso-Ferrari    | 68     | + 1 Volta          | 18          |       |
| 16    | 17 | Jean-Éric Vergne   | Toro Rosso-Ferrari    | 68     | + 1 Volta          | 16          |       |
| 17    | 20 | Heikki Kovalainen  | Caterham-Renault      | 68     | + 1 Volta          | 19          |       |
| 18    | 14 | Kamui Kobayashi    | Sauber-Ferrari        | 67     | Hidràulics         | 15          |       |
| 19    | 21 | Vitali Petrov      | Caterham-Renault      | 67     | + 2 Voltes         | 20          |       |
| 20    | 25 | Charles Pic        | Marussia-Cosworth     | 67     | + 2 Voltes         | 21          |       |
| 21    | 24 | Timo Glock         | Marussia-Cosworth     | 66     | + 3 Voltes         | 22          |       |
| 22    | 22 | Pedro de la Rosa   | HRT-Cosworth          | 66     | + 3 Voltes         | 23          |       |
| Ret   | 23 | Narain Karthikeyan | HRT-Cosworth          | 60     | Suspensions        | 24          |       |
| Ret   | 7  | Michael Schumacher | Mercedes GP           | 58     | Problemes mecànics | 17          |       |
| Font: |    |                    |                       |        |                    |             |       |

## Classificació del mundial després de la cursa
| Pos | Pilot            | Punts |
| --- | ---------------- | ----- |
| 1   | Fernando Alonso  | 164   |
| 2   | Mark Webber      | 124   |
| 3   | Sebastian Vettel | 122   |
| 4   | Lewis Hamilton   | 117   |
| 5   | Kimi Räikkönen   | 116   |

| Pos | Constructor           | Punts |
| --- | --------------------- | ----- |
| 1   | Red Bull-Renault      | 246   |
| 2   | McLaren-Mercedes      | 193   |
| 3   | Lotus F1 Team-Renault | 192   |
| 4   | Ferrari               | 189   |
| 5   | Mercedes GP           | 106   |

- Nota: Només s'inclouen els 5 primers de cada classificació. Per veure-la completa aneu a Temporada 2012 de Fórmula 1

## Altres
- Pole: Lewis Hamilton 1' 20. 953

- Volta ràpida: Sebastian Vettel 1' 24. 136 (a la volta 68)